# Zwangerschaps- en bevallingsverlof
Zwangerschapsverlof of voorbevallingsrust is verlof dat vrouwelijke werknemers krijgen tijdens hun zwangerschap. Na de bevalling gaat het zwangerschapsverlof over in bevallingsverlof of nabevallingsrust. In België wordt het geheel aan verlof moederschapsrust genoemd.

## Zwangerschaps- en bevallingsverlof in Nederland
In Nederland is het recht op zwangerschaps- en bevallingsverlof geregeld in hoofdstuk 3 (artikelen 3:1 t/m 3:30) van de Wet arbeid en zorg.
De vrouwelijke werknemer heeft recht op zwangerschapsverlof vanaf zes weken voor de dag na de vermoedelijke datum van bevalling. Als zij bijvoorbeeld op 1 juni uitgerekend is, heeft zij recht op zwangerschapsverlof van 21 april tot en met 1 juni (42 dagen, 6 weken). Het bevallingsverlof start dan op 2 juni (mits de bevalling ook daadwerkelijk plaatsvindt op 1 juni).
De werknemer kan ook later met zwangerschapsverlof gaan, maar uiterlijk vier weken voor de dag na de vermoedelijke bevallingsdatum (in het voorbeeld dus uiterlijk 5 mei).
Het zwangerschapsverlof duurt tot en met de dag van de bevalling. Bij een bevalling die later plaatsvindt dan verwacht kan het zwangerschapsverlof dus langer duren dan zes weken. Bij een vroege bevalling kan het zwangerschapsverlof korter zijn dan vier weken. Als het kind erg vroeg geboren wordt, kan het zelfs zo zijn dat helemaal geen sprake is van zwangerschapsverlof.
Aansluitend aan het zwangerschapsverlof heeft de vrouw recht op bevallingsverlof. Het bevallingsverlof duurt minimaal tien weken. Is de periode van zwangerschapsverlof korter geweest dan zes weken, dan worden de gemiste weken toegevoegd aan het bevallingsverlof. Hierdoor is het totale verlof altijd minimaal zestien weken. Bij een late bevalling kan het totale verlof langer dan zestien weken duren: als er bijvoorbeeld zes weken zwangerschapsverlof gepland is, maar het kind wordt een week na de verwachte bevallingsdatum geboren, dan heeft het zwangerschapsverlof zeven weken geduurd; daarna volgt nog tien weken bevallingsverlof. De totale verlofperiode is dan dus zeventien weken. Sinds 1 januari 2015 geldt dat na zes weken bevallingsverlof de overige weken uitgesmeerd mogen worden over een periode van dertig weken.
Als de vrouw na afloop van het bevallingsverlof medisch gezien nog niet tot werken in staat is dan heeft zij na afloop van dat verlof recht op een uitkering krachtens de ziektewet. Daarbij heeft zij recht op volledige doorbetaling van haar salaris indien haar arbeidsongeschiktheid wordt veroorzaakt door een oorzaak die samenhangt met de zwangerschap of bevalling.
Gedurende het zwangerschaps- en bevallingsverlof heeft de vrouw recht op een uitkering ter hoogte van haar normale loon, zie artikelen 3:13 van de Wet arbeid en zorg.

## Moederschapsrust in België
Deze materie wordt, voornamelijk geregeld door de Gecoördineerde Wet van 14-07-1994 betreffende de verplichte verzekering voor geneeskundige verzorging en uitkeringen (B.S. 27-08-1994). Tevens is er een Koninklijk Besluit met dezelfde titel en van dezelfde datum hieromtrent. Het betreft Titel V - Moederschapsverzekering, met name de artikelen 111 t.e.m. 117 van de wet.
Vanaf 1 september kunnen ook leerlingen in het Vlaamse voltijds onderwijs moederschapsverlof opnemen, met toegang tot "tijdelijk onderwijs aan huis".